# Combat d'Ouraren
Guerre du Sahel
Batailles
- Tlemss
- 1re Tilwa
- Tabankort
- Ouraren
- Adrar Bouss
- Agadez et Arlit
- Tchibarakaten
- Mangaïzé
- Tazalit
- 1re Bani Bangou
- 2e Tilwa
- Wanzarbé
- Abala
- Midal
- 1re Tongo Tongo
- 1re Ayorou
- 2e Tongo-Tongo
- Baley Beri
- 1re Inates
- 2e Inates
- Sanam
- Chinégodar
- 2e Ayorou
- 2e Bani Bangou
- Taroun
- Torodi
- Adabda
- Intagamey
- Koutougou
- Tabatol
- Takanamat
- Teguey
- Chatoumane

Le combat d'Ouraren a lieu le 12 juin 2011 lors de la guerre du Sahel.

## Déroulement
Le 12 juin 2011, à Ouraren à 80 kilomètres d'Arlit, une patrouille de la garde nationale nigérienne surprend un groupe de combattants, venus depuis la Libye, avec trois pick-up à l'arrêt. Le combat fait un mort des deux côtés, ainsi que 6 blessés chez les militaires, mais ces derniers s'emparent de l'un des trois pick-up, chargé de 640 kg d'explosif et de 435 détonateurs, ils trouvent également des uniformes militaires et 90 000 dollars en liquide. Les deux autres véhicules prennent la fuite, poursuivis par les Nigériens,,.